# María Pilar Aquino
María Pilar Aquino (Ixtlán del Río Nayarit, México 6 de marzo de 1956) es una teóloga feminista católica de origen mexicano establecida en Estados Unidos. Actualmente, se desempeña como profesora investigadora de Teología y Estudios religiosos en la Universidad de San Diego. Su producción teológica, entre la que destaca el libro Nuestro clamor por la vida. Teología latinoamericana desde la perspectiva de la mujer (1992), ha sido fundamental para la articulación de la teología feminista latinoamericana de la liberación, destacando en los campos de eclesiología, espiritualidad, interculturalidad y teología latina de Estados Unidos.

## Primeros años
Aquino nació en el seno de una familia campesina. Sus padres participaron en el Programa Bracero, por lo cual emigraron a San Luis (Arizona, Estados Unidos), zona en la que tuvo contacto con el movimiento campesino de César Chávez. Desde los 18 años y hasta 1983, Aquino perteneció a la Sociedad de las Auxiliadoras de las Almas del Purgatorio, una congregación católica femenina de espiritualidad ignaciana de origen francés que tiene como carisma la atención de los más vulnerables.
Aquino reconoce que, siendo una joven catequista, fue influenciada por las religiosas católicas liberacionistas que trabajaban en la frontera de México y Estados Unidos.

## Estudios y actividades académicas
Obtuvo la Licenciatura en Teología en el extinto Instituto Teológico de Estudios Superiores (Ciudad de México), cuyos estudios estaban validados por la Pontificia Universidad Católica del Río Grande del Sur (Porto Alegre, Brasil). En 1991, obtuvo el Doctorado en Teología en la Universidad Pontificia de Salamanca (Madrid), bajo la dirección de Casiano Floristán, catedrático de Teología Práctica. Fue la primera mujer católica en obtener un Doctorado en Teología en esta universidad.
Fue profesora de Teología en el Mount St. Mary's College en Los Ángeles (California, Estados Unidos), una universidad para mujeres de la Congregación de las Hermanas de San José de Carondelet. Fue parte de la Mesa Directiva de la Sociedad Teológica Católica de América y fue integrante del Consejo Directivo de la Revista Internacional de Teología Concilium. En 2000, recibió un doctorado honoris causa por la Universidad de Helsinki (Finlandia). Es actualmente profesora de Teología y Estudios Religiosos y directora asociada del Centro para el Estudio del Catolicismo Latino en la Universidad de San Diego (California, Estados Unidos). Participó en la fundación de la Academia de Teólogos Hispanos Católicos de Estados Unidos, asociación de la que e presidenta.a.
En 1988, compiló las participaciones de las teólogas latinoamericanas reunidas en la Conferencia Intercontinental de Mujeres Teólogas del Tercer Mundo, celebrada en 1986 en Oaxtepec (Morelos, México) y organizada por la Comisión de Mujeres de la Asociación Ecuménica de Teólogos y Teólogas del Tercer Mundo (ASETT/EATWOT). El lema del encuentro fue: "Hacer teología desde la perspectiva de las mujeres del Tercer Mundo". Durante el Congreso, se discutió sobre hermenéutica bíblica, cristología, la eclesiología, espiritualidad, entre otros temas.

## Teología feminista de la liberación
En sus primeras incursiones en la teología, Aquino estaba fuertemente influenciada por la obra y pensamiento de Elisabeth Schüssler Fiorenza. Para Aquino, la teología se entiende "como disciplina […] que articula el lenguaje de la fe, se entiende referida a una experiencia de vida, antes que a una exposición especulativa de verdades abstractas".
Aquino ha sido crítica tanto con la teología de la liberación latinoamericana como con la teología hispana estadounidense. A la primera le cuestiona su perspectiva androcéntrica; a la segunda, su asimilación a los paradigmas de modernidad liberal y su énfasis excesivo en las cuestiones identitarias culturales, desdeñando la realidad socioeconómica de los latinos y las latinas en Estados Unidos y en América Latina.
En 1992, fue publicada su tesis doctoral, Nuestro clamor por la vida. Teología latinoamericana desde la perspectiva de la mujer, en la cual se detalla la contribución específica de las mujeres a los procesos históricos de cambio y a la teología de la liberación, en tanto sujetos de reflexión y no como meros objetos de estudio.
Según Aquino, los supuestos de la producción teológica a partir de la perspectiva de las mujeres latinoamericanas, incluyen:
1. una antropología unitaria, centrada en el ser humano, igualitaria, realista y pluridimensional;
2. el uso de la palabra como medio para expresar la propia comprensión de su identidad como sujetos plenos;
3. la sexualidad como dimensión inherente a la existencia humana, fuente de liberación y parte fundamental en la construcción de la identidad;
4. la lógica de la vida y la resistencia como expresión de la defensa de la vida y como rechazo del sometimiento al sistema socioeconómico machista;
5. la creatividad como manifestación de la fuerza colectiva de las mujeres;
6. la solidaridad cautivante, entendida como una genuina inclinación compasiva;
7. la libertad como abandono de los caminos que esclavizan, y como la explotación de nuevos caminos y el ejercicio de las posibilidades inéditas de su ser;
8. la esperanza en un futuro nuevo donde triunfe la vida sobre la muerte, la verdad sobre la mentira, el bien sobre el mal, el amor sobre el odio, la justicia sobre la injusticia, la solidaridad sobre el egoísmo, la gracia sobre el pecado.

Otras características de la producción teológica de Aquino son:
1. la mediación socioanalítica feminista;
2. la "hermenêutica bíblica de la sospecha" y los "atrevimientos hermenéuticos" (las indagaciones que las mujeres de América Latina hacen sobre la Biblia);
3. la importancia de la Biblia en la vida de las mujeres y la vida de las mujeres como lugar de revelación.

En la obra Teología feminista latinoamericana, escrita en coautoría con Elsa Tamez, Aquino argumenta una teología feminista latinoamericana a partir de los siguientes puntos:
1. la vida cotidiana, que abre diversas ventanas para la construcción de un proyecto alternativo a la realidad presente;
2. la experiencia de las mujeres como participantes de nuevas prácticas políticas, religiosas y teológicas;
3. la conciencia de género, que implica un cambio en la comprensión de Dios como fuerza creadora de bienestar y no como "eterno ser patriarcal sentado en el trono";
4. la lógica de la vida en su integridad, el desarrollo integral y el equilibrio ecológico contra la lógica predatoria de la muerte;
5. la propia subjetividad por medio de la recuperación de la autoestima, el valor y el poder;
6. la memoria histórica de las tradiciones emancipatorias de las mujeres;
7. la autoridad de las mujeres como agentes sociales ante su invisibilización en los procesos históricos de transformación;
8. la praxis del cariño como alternativa a las prácticas dehsumanizadoras como superación de la frialdad conceptual;
9. la relación vital entre razón y pasión;
10. el ecumenismo alternativo.

## Contra la "espiritualidad neoliberal"
Según Aquino, la "espiritualidad neoliberal" se opone a las espiritualidades feministas de la Sabiduría, pues el neoliberalismo se basa en los "principios dogmáticos" de la eficiencia económica, la competitividad y la gratificación individual, además de constituir al mercado global como la instancia determinante que ordena, dirige y da significado a la existencia humana.
En la perspectiva neoliberal, las élites ejercen las "funciones sacerdotales" de mantenimiento del mercado global que funciona como una nueva religión. Se trata de una religión que crea una imagen invertida de la realidad en la que las personas no perciben los estragos del neoliberalismo, incluyendo "los cuerpos de las mujeres consumidos por la disciplina patriarcal". La espiritualidad del mercado global genera en el imaginario social un estado de resignación y una paralización política. Peor que eso, tiende a destruir las tradiciones críticas y a eliminar el pluralismo identitario tanto en la dimensión religiosa como en la cultural.
Como oposición a esta espiritualidad neoliberal, Aquino propone la deconstrucción de los mecanismos que sustentan el determinismo patriarcal por medio del fortalecimiento de las cosmovisiones feministas transformadoras y del apoyo a las luchas contra la globalización, fortaleciendo las luchas feministas plurales.

## Interculturalidad
A diferencia de la propuesta de teología mujerista de Ada-María Isasi Díaz, Aquino insiste en reivindicar el nombre de feminista para su propuesta teológica. Con esto, la teóloga mexicano-estadounidense se propone desmontar el mito de que el feminismo es inexistente entre las mujeres latinas de sectores populares o que se trata exclusivamente de una corriente de mujeres de clase media y blancas. Aquino rechaza la homogeneidad cultural de algunas propuestas teológicas feministas, incluidas algunas latinas, e insiste en la interculturalidad de la vivencia religiosa en Latinoamérica, allende las razas, identidades religiosas, etc.
Aquino sostiene que la actividad teológica no debe ser neutra delante de los conflictos, pues se trata de un campo de lucha. Por ello, la teóloga argumenta que las prácticas teológicas deben ser evaluadas de acuerdo a su capacidad de apoyar u obstaculizar los procesos sociales y eclesiales orientados a generar paradigmas de justicia. En sintonía con las teologías de la liberación, cree que la relevancia de una teología no debe medirse por su elocuencia discursiva en las relaciones entre Dios y mundo, sino en su capacidad ético-política de reparar el sufrimiento injusto de las víctimas. El conocimiento teológico no debería, pues, funcionar como mecanismo generador de discursos deshumanizadores o legitimador de sistemas de dominación, sino como principio de liberación.
Entre las características de la teología articulada interculturalmente sobresalen:
1. el desarrollo de propuestas alternativas orientadas a promover modelos culturales emancipatorios, lo que implica deconstruir las tradiciones culturales y religiosas generadoras de violencia, ya que no corresponden al plan de Dios;
2. el fortalecimiento del compromiso de la comunidad teológica con la relectura, en términos interculturales, y la reconstrucción de la propia tradición cristiana, en su núcleo fundamental que es la historia de la liberación.

Aquino no niega la dialéctica del cristianismo en América Latina y, por lo tanto, afirma que el cristianismo latinoamericano ha legitimado el uso de la violencia estructural del sistema y que existen sectores importantes que mantienen teologías monoculturales, dogmáticas y prácticas institucionales absolutistas. Por otro lado, reconoce que existen sectores que defienden de los derechos humanos, la justicia social y la cultura de paz. Ese sector progresista tuvo su origen con la actuación de Bartolomé de Las Casas y se fortaleció con los documentos aprobados en la Segunda Conferencia General del Episcopado Latinoamericano, realizada en Medellín (Colombia), en 1968.
Aquino es partidaria de la opción por la esperanza en otro mundo posible, a través de una teología de la liberación que apoya los movimientos alternativos a la globalización, que se interesan por las condiciones materiales de la vida de las personasdenuncian las injusticias del sistema que impiden a las mayorías y sectores populares vivir humanamente y proponer alternativas.

## Obras
1. "Aportes para una Teología desde la Mujer". (Biblia y Fe, Madrid, 1988);
2. "Nuestro Clamor por la Vida. Teología Latinoame-ricana desde la Perspectiva de la Mujer". (Costa Rica, Departamento Ecuménico de Investigaciones, San José, Costa Rica, 1992) - "Our Cry sea Life. Feminist Theology from Latin America" (Maryknoll, NY: Orbis Books, 1993);
3. "La Teología, La Iglesia y La Mujer en América Latina". (Yendo-American Press, Bogotá, 1994);
4. "Teología Feminista Latinoamericana". (en coautoría con Elsa Tamez, Ed. Abya-Yala, Quito, 1998);
5. "Entre la Indignación y la Esperanza. Teología Feminista Latinoamericana". (en coautoría con Ana María Tepedino, Ed. Yendo-American Press y ASETT/EATWOT Associación Ecuménica de Teólogos y Teólogas del Tercer Mundo, Bogotá, 1998);
6. "Theology: Expanding the Borders" (en coautoría con Roberto Goizueta, The Annual Publication of the College Theology Society, vol. 43, Mystic, CT:Twenty-Third Publications, 1998);
7. "Religion, Feminism, and Justice. Foundations of Latina Feminist Theology" (en coautoría con Jeanette Rodríguez y Daisy L. Hacha, Austin: University of Tejas Press);
8. "En el Poder de la Sabiduría: Espiritualidades Feministas en lucha" (en coautoría con Elisabeth Schüssler Fiorenza, Concilium 288, Verbo Divino, Estella (Navarra - España), 2000);
9. "El Retorno de la Guerra Justa" (en coautoría con Dietmar Mieth, Concilium 290, Verbo Divino, Estella (Navarra - España), 2001);
10. "La Reader in Latina Feminist Theology. Religion and Justice" (en coautoría con Daisy L. Hacha y Jeanette Rodríguez, University of Tejas Press, Austin (Tejas), 2002;
11. "Reconciliación en un Mundo de Conﬂictos", (en coautoría con Luiz Carlos Susin, Concilium 303, Verbo Divino, Estella (Navarra - España), 2003;
12. "Feminist Intercultural Theology: Latina Explorations sea a Just World", (en coautoría con Maria José Rosado-Nunes, Maryknoll, NY, 2007) ;

### Artículos
1. "Presencia de la mujer en la tradición profética": Servir 88-89 (Ciudad de México, 1980), pp. 535-558;
2. "El culto a María y María en el culto": FEM Publicación Feminista, vol. 5/20 (México City, 1981-1982), pp. 41-46;
3. "Mujer y Iglesia. Participación de la Mujer en la presencia de la Iglesia", en "Aportes para una Teología desde la Mujer", (Madrid: Biblia y Fe, 1988), pp. 94-101. - "Women's Participation in the Church. La Catholic perspective" en "With Passion and Compassion. Third World Women doing Theology", Virginia Fabella y Mercy Amba Oduyoye (orgs.), Maryknoll, NY: Orbis Books, 1988), pp. 159-164. Reimpresso en Curt Cadorette (org.), "An Introductory Reader. Liberation Theology" (Maryknoll, NY: Orbis Books, 1992), pp. 192-197;
4. "Entrevista sobre la Teología desde la óptica de la mujer, Las Mujeres Toman la Palabra", Elsa Tamez (org.), San José, Costa Rica: DI, 1989, pp. 13-21;
5. "Qué es hacer teología desde la perspectiva de la mujer, Iglesia y derechos humanos" en "IX Congreso de Teología", Joaquín Ruiz-Giménez (org.), Madrid: Evangelio y Liberación, 1989, pp. 175-189;
6. "Bienaventurados los perseguidos y los que buscan la paz: Sal Terrae". Revista de Teología Pastoral 12 (Santander, 1989), pp. 895-907;
7. "Mujer y Praxis ministerial hoy. La respuesta del Tercer Mundo" en "Mujer y Ministerio. Fundamento bíblico y praxis eclesial", Escuela Bíblica Biblia y Fe, Revista de Teología Bíblica, n.º 46 (Madrid, 1990): pp. 116-139;
8. "Sin contar las mujeres (Mt 14:21). Perspectiva Latinoamericana de la Teología Feminista", en "La Mujer en la Iglesia", Fernando Urbina de la Quintana (org.) Pastoral Misionera 178/179 (Madrid: Editorial Popular, 1991), pp. 103-122;
9. "The Challenge of Latina Women: Missiology. An International Review" (abril de 1992): pp. 261-268;
10. "La Mujer/Women, in Prophetic Vision. Pastoral Reflections on the National Pastoral Plan sea Hispanic Ministry", Soledad Galerón y Rosa María Icaza (orgs.) (Kansas City: Sheed & Ward, 1992), pp. 142-162 & 316-335;
11. "Doing Theology from the Perspective of Latin American Women", en "We are la People! Initiatives in Hispanic American Theology", Roberto S. Goizueta (org.) (Filadélfia: Fortress Press , 1992), pp. 79-105. - (en finlandés) "Vapautuksen Teologia Latinalaisessa Amerikassa. Näkökohtia naisen Perspektiivistä" en "Uskon Ja Elämän Uudet Kielet. Raportii Latinalaisen Amerikan ja Vapautuksen Teologian Seminaarista", Jouni Pirttijärvi y Katri Pirttijärvi (orgs.) (Helsinque: Kirkon Ulkomaanasiain Neuvosto, 1990), pp. 21-40;
12. "Perspectives on la Latina's Feminist Liberation Theology", en "Frontiers of Hispanic Theology in the United States", Allan Figueroa Deck (org.) (Maryknoll, NY: Orbis Books, 1992), pp. 23-40;
13. "Teología y Mujer en América Latina", en "Y... Dios Creó a la Mujer". XII Congreso de Teología, José María Diez Alegría (org.) (Madrid: Evangelio y Liberación, 1993), pp. 125-140. - "Y Dios creó a la mujer" Teología y Mujer en América Latina: Reflexión y Liberación" IV/15 (Santiago, Chile 1992), pp. 27-40;
14. "Directions and Foundations of Hispanic/Latino Theology: Toward a Mestiza Theology of Liberation": Journal of Hispanic/Latino Theology 1/1 (noviembre de 1993), pp. 5-21. Reimpresso en Arturo J. Bañuelas (org.), "Mestizo Christianity. Theology from the Latino Perspective" (Maryknoll, NY: Orbis Books, 1995), pp. 191-208;
15. "Feminismo", en "Conceptos Fundamentales del Cristianismo", Casiano Floristán y Juan José Tamayo (orgs.), Madrid: Trotta, 1993, pp. 509-524;
16. "Mujer" en "Diccionario de Pastoral", Benjamín Bravo (org.), (Ciudad de México: B. Bravo, 1994), pp. 130-133;
17. "Santo Domingo Through the Eyes of Women", en "Santo Domingo and Beyond. Documents and Commentaries From the Historic Meeting of the Latin American Bishops Conference", Alfred T. Hennelly (jesuíta) (org.) (Maryknoll, NY: Orbis Books, 1994), pp. 212-225 - "Santo Domingo: La visión sobre las mujeres Latinoamericanas": Reflexión y Liberación 19 (Santiago, Chile 1993): pp. 39-50;
18. "Trazos Hacia una Antropología Teológica Feminista. Una Mirada desde la Teología Feminista Latinoamericana": Reflexión y Liberación 23 (Santiago, Chile 1994): pp. 43-58;
19. "Including Women's Experience: La Latina Feminist Perspective", en "In the Embrace of God. Feminist Approaches te lo Theological Anthropology", Ann El'Hara Graff (org.), ed. (Maryknoll, NY: Orbis Books, 1995), pp. 51-70;
20. "Teología Feminista Latinoamericana. Evolución y Desafíos": Tópicos '90, Cuadernos de Estudio 7 (Santiago, Chile: enero de 1995): pp. 107-122;
21. "Hearing One Another into Speech, in Women and Theology", Mary Ann Hinsdale y Phillis Kaminski (orgs) (Maryknoll, NY: Orbis Books, 1995), pp. 99-104;
22. "What's in la Name? Exploring the Dimensions of What 'Feminist Studies in Religion' Means": Journal of Feminist Studies in Religion 11/1 (primavera de 1995): pp. 115-119;
23. "Evil and Hope: La Reflection from the Victims. Response te lo Jon Sobrino", en "Proceedings of the Fiftieth Annual Convention of the Catholic Theological Society of America", Paul Crowley (org.), Volumen 50 (Nueva York: CTSA, 1995), pp. 85-92;
24. "Colonization" y "Latin American Feminist Theology", en "Dictionary of Feminist Theologies", Letty M. Russell y J. Shannon Clarkson (orgs.), (Louisville, Kentucky: Westminster John Knox Press, 1996), pp. 50 & 114-116;
25. "The Collective "Dis-Covery" of Our Own Power: Latina American Feminist Theology", en "Hispanic/Latino Theology. Challenge and Promise", Ada María Isasi-Díaz y Fernando F. Segovia (orgs.), (Minneapolis: Fortress Press, 1996), pp. 240-258. Reimpresso en "Five Centuries of Hispanic American Christianity (1492-1992)", APUNTES 13/1 (primavera de 1993): pp. 86-103;
26. "Una Vida en Estado de Justicia. La Matriz Feminista de la Iglesia", en "Cristianismo y Liberación. Homenaje a Casiano Floristán", Juan José Tomayo-Acosta (org.) (Madrid: Trotta, 1996), pp. 141-158;
27. "Economic Violence in Latin American Perspective", en "Women Resisting Violence. Spirituality sea Life", Mary John Mananzan (org.) (Maryknoll, NY: Orbis Books, 1996), pp. 100-108;
28. Women's Contribution te lo Theology in Latin America", en "Feminist Ethics and the Catholic Moral Tradition". "Readings in Moral Theology n.9", Charles Y. Curran (org.) (Mahwah, Nueva Jérsia, Paulist Press, 1996), pp. 90-119. extraído de "Our Cry sea Life," pp. 109-130;
29. "Glaube und Kultur". (en coautoría con Eine Antwort, M. Azevedo y P. Hünermann, en "Die >Identität< des Glaubens in den Kulturen. De las Inkulturationsparadigma auf dem Prüfstand", Andreas Lienkamp y Christoph Lienkamp, (orgs.) (Würzburg: Echter, 1997), pp. 91-103.
30. "Construyendo la Misión Evangelizadora de la Iglesia. Inculturación y Violencia Hacia las Mujeres", en "Entre la Indignación y la Esperanza. Teología Feminista Latinoamericana", Ana María Tepedino y María Pilar Aquino (orgs.) (Bogotá, Colombia: Yendo American Press, 1998), pp. 63-91;
31. "Teología Feminista Latinoamericana", en "Teología Feminista Desde América Latina", Otto Maduro (org.) (Guaiaquil, Ecuador: Cristianismo y Sociedad 135-132, 1998), 9-28. Reimpresso en "El Siglo de las Mujeres", Ediciones de las Mujeres En el. 28, Ana María Portugal y Carmen Torres (orgs.), (Santiago, Chile: Isis Internacional, 1999), 233-251. En alemán, "Lateinamerikanische Feministische Theologie", en "Befreiungstheologie: Kritischer Rückblick und Perspektiven für die Zukunft". Band 2: Kritische Auswertung ind neue Herausforderungen, Raúl Fornet-Betancourt (org.) (Verlag, Mainz: Grünewald, 1997), pp. 291-323. En inglés: "Latin American Feminist Theology": Journal of Feminist Studies in Religion 14/1 (primavera de 1998), pp. 89-107.
32. "Christianity in Latin America and the Caribbean" en Encyclopedia of Women and World Religion, Serinity Young (org.), (Nueva York: MacMillan, 1998), pp.
33. "La Visión Liberalizadora de Medellín en la Teología Feminista": Revista Latinoamericana de Teología XV/45 (septiembre-diciembre de 1998), pp. 269-275.
34. "Theological Method in U.S. Latino/la Theology: Toward an Intercultural Theology sea the Third Millennium", en "From the Heart of Our People: Latino/a Explorations in Catholic Systematic Theology", Orlando Lo. Espín y Miguel H. Díaz (orgs.) (Maryknoll, NY: Orbis Books, 1999), 6-48;
35. "El Movimiento de Mujeres: Fuente de Esperanza", en "2000 Realidad y Esperanza", Virgilio Elizondo and Jon Sobrino (orgs.) Concilium 283 (noviembre de 1999), 123-133;
36. "Christian Base Organizations", "Elsa Tamez", "Ivone Gebara", en "Encyclopedia of Contemporary Latin American Culture", Dan Balderston (editor jefe) Londres: Routledge, forthcoming);
37. "Juan Alfaro", "Louis Althusser", "Anthropology/Anthropological (Theological)", "María Clara Bingemer", "Capitalism", "Christian Anthropology", "Colonization," "Discrimination", "Ecology", "Episteme", "Epistemology", "Ethnicity", "Feminist Theology(ies)", "Casiano Floristan", "Ivone Gebara", "José Ignacio González Faus", "Hermeneutical suspicion", "Heterosexism", "Historical critique", "Human being", "Human rights", "Humankind", "Sor Juana Inés de la Cruz", "Laborad excercens (documento), "Latin American Theologies", "Liberalism", "Liberation", "Liberation theologies", "Karl Marx", "Marxism", "Medellin documents", "Rigoberta Menchú", "José Porfirio Miranda", "Mujerista theology", "Option sea the poor", "Patriarchy", "Person", "Prophets (in Christianity)", "Puebla document", "Pablo Richard", "Rosemary Radford Ruether", "Santo Domingo document", "Sexism", "Sin (social, structural)", "Social analysis", "Social doctrine of the church", "Social justice", "Social structures", "Socialism", "Juan José Tamayo-Acosta", "Elsa Tamez", "Ana María Tepedino", "Teresa of Avila" y "Third world theologies" en "An Introductory Dictionary of Theology and Religious Studies", Orlando Lo. Espín (org.)(Collegeville, Minnesota: The Liturgical Press, forthcoming);
38. "Feminist Theology", "Patriarchy/Hierarchy" y "Sexism" en "Dictionary of Third World Theologies", Virginia Fabella y R.S. Sugirtharajah (orgs.) (Maryknoll, NY: Orbis Books, forthcoming);
39. "El Pueblo de Dios en la Lucha por la Justicia - The People of God in the Struggle sea Justice", en "The Love that Produces Hope. Essays on the Thought of Ignacio Ellacuría", Robert Lassalle-Klein y Kevin Burke (jesuíta) (orgs.) (Collegeville, Minnesota: The Liturgical Press, Forthcoming);
40. "Salvation/Liberation" en "Our Theology: Manual de Teología Latina en los EE.UU.", Allan Figueroa Deck y Ismael García (orgs.) (Minneapolis: Fortress Press, Forthcoming);
41. "Presupuestos metodológicos de la teología desde la perspectiva de la mujer", "El uso de la palabra como afirmación de la plena humanidad" y "La reflexión eclesiológica feminista latinoamericana" en "Teología y Género: Selección de Textos", Clara Luz Actúo y Marianela de la Paz (org.), Editorial Caminos, La Habana, Cuba, 2003, pp. 143-196, 356-382);
42. "La teología feminista: horizontes de esperanza", en "Panorama de la teología latinoa-mericana", Juan José Tamayo y Juan Bosch (org.), (Verbo Divino, Estella, 2002, 2ª ed.), pp. 95-113;
43. "Teología Crítica y Dogmatismos Religiosos: Desafíos y Propuestas" en "Teología y Sociedad. Relevancia y Funciones", Maria Carmelita de Freitas org, Sociedad de Teología y Ciencias de la Religión, São Paulo: Paulinas, 2006), pp. 91-126;
44. "Pensamiento Intercultural y Teología Crítica" en "Utopía hat einen Ort. Beiträge für eine interkulturelle Welt aus venga Kontinenten", Raúl Fornet-Betancourt, Elisabeth Steffens y Annette Meuthrath (orgs.), IKO-Verlag für In-terkulturelle Kommunikation, 2006, pp. 57-64".